# ملادییوو
ملادییوو (به چکی: Mladějov) یک منطقهٔ مسکونی در جمهوری چک است که در شهرستان ییچین واقع شده‌است.